# Société wallonne de gestion et participations
 (octobre 2017).
La SOGEPA (Société Wallonne de Gestion et Participations) est un fonds public d'investissements et de management créée en 1984. 
Son actionnaire unique est la Région wallonne.

## Rôle
La SOGEPA est active dans le redéploiement et l'accompagnement des entreprises via des interventions financières, du management et du conseil, pour autant que celles-ci disposent d'un siège social ou un siège d'exploitation en Wallonie.
La SOGEPA réalise les missions qui lui sont confiées par le Gouvernement wallon. Ses interventions visent à permettre aux entreprises de s'adapter aux évolutions de leur marché et pérenniser leurs activités pour mieux se développer ensuite.
Les interventions de la SOGEPA peuvent prendre la forme d'un prêt ou de prise de participation suivant une stricte logique économique et dans le respect des règles européennes de Droit de la concurrence.
La SOGEPA peut, dans certains cas, proposer des missions d'intérim management aux entreprises pour couvrir, pour une durée limitée, un ou plusieurs niveaux du management (CEO, CFO, CMO, etc.).
Elle est également l'outil de la politique de la Wallonie dans le secteur sidérurgique, réalisant des investissements qui favorisent la création, l'extension ou la reconversion d'entreprises relevant de ce secteur. Elle s'attache aussi à la reconversion des zones et sites sidérurgiques en partenariat avec les opérateurs locaux et régionaux.
La SOGEPA dispose aussi d'une Cellule d'analyse économique et stratégique. Elle réalise des études et/ou participe à des travaux permettant d'identifier les secteurs en mutations et en émergence. Ces travaux sont tenus à la disposition des entreprises et des décideurs afin de les aider à anticiper les éventuels retournements, les mutations et opportunités économiques.

## Gouvernance
La Gouvernance de la SOGEPA est organisée de façon suivante :
- L'Assemblée générale constituée de représentants de la Région wallonne, actionnaire unique de la SOGEPA
- Un Conseil d'Administration
- Un Comité de Direction
- De comités spécialisés (Comité d'audit, Comité d'orientation, Comité de rémunération, Collège des Commissaires).

## Dispositions légales
- Loi du 2 avril 1962, telle que modifiée par le décret wallon du 6 mai 1999[2].